# Leonidi
Leonidi  este un oraș în Grecia în Prefectura Arcadia.